# Adesmia polygaloides
Adesmia polygaloides är en ärtväxtart som först beskrevs av Robert Hippolyte Chodat, och fick sitt nu gällande namn av Arturo Erhardo Erardo Burkart. Adesmia polygaloides ingår i släktet Adesmia och familjen ärtväxter. Inga underarter finns listade i Catalogue of Life.